# Phare de Rivinletto
Le phare de Rivinletto (en finnois : Rivinletto majakka) est un feu situé sur Kaasamatala, une petite île à l'embouchure de la rivière Kiiminkijoki donnant dans le golfe de Botnie, près de la ville de Haukipudas, en Ostrobotnie du Nord (Finlande).

## Histoire
Ce phare a été mis en service en 1939. C'est une tour en béton avec une lanterne en acier. Il est placé sur un îlot de gravier sur le côté sud du chenal principal de 'embouchure de la rivière.
Il guide les navires dans le chenal vers le port de Martinniemi (en).

## Description
Le phare est une tour cylindrique en béton armée de 8 mètres de haut, avec une galerie et une lanterne octogonale blanche. La tour est peinte en blanc avec une bande horizontale noire sous la lanterne. Son feu isophase émet, à une hauteur focale de 8 mètres, un éclat blanc toutes les 6 secondes. Sa portée nominale est de 3,5 milles nautiques (environ 6,5 km).

Identifiant : ARLHS : FIN085 - Amirauté : C4122 - NGA : 18680.

## Caractéristique dufeu maritime
Fréquence : 6 secondes (W)
- Lumière : 3 secondes
- Obscurité : 3 secondes

|                |
| Le phare (été) |

|                 |
| Le phare(hiver) |

### Lien connexe
- Liste des phares de Finlande